# 王个簃
王个簃（1897年10月20日—1988年12月18日），原名能贤，后改名贤，字启之，号个簃，以号行。斋名有霜荼阁、暂闲楼、千岁之堂等。松江府三星镇人，祖籍江苏海门，中国书画家、篆刻家、艺术教育家，海派书画大家。

## 生平
王个簃于16岁到南通求学，青年时代就读于南通中学，毕业后在城北高等小学教书，期间喜做诗、习字、刻印、作画、抚琴，求教于南通书画家李苦李。后通过诸宗元结识吴昌硕，得到吴的赏识。29岁时，他离开南通来到上海，向吴昌硕习艺问道。
1926年其国画作品《刀鱼》、《瓜菱清暑》曾参加伦敦、柏林举办的中国绘画展览，前者获奖，后者由德国东方博物馆收藏。
1928年8月，和王一亭、张大千、钱瘦铁等人出访日本。1930年与王一亭、诸闻韵、诸乐三等共同创办上海昌明艺专。
1956年参加上海中国画院筹备工作。画院正式成立时任画院副院长。1957年在上海举办个人画展，后又在北京、太原、广州等地巡回展出。
1963年与潘天寿等参加中国书法代表团访问日本。
1983年以86岁高龄时进入中国共产党；1985年赴日本、新加坡讲学，并举办书画展览；1988年12月18日因病在沪去世。
王个簃晚年将辛勤收藏的数以百计的古代绘画和吴昌硕的书画精品、手稿等捐献给国家；南通市建有个簃艺术馆。

## 轶事
- 王个簃受其师吴昌硕的高度赞扬。1927年吴昌硕在王个簃所作《龙幻》画上题诗：“猛笔个簃临大涤，题诗老缶[註 1]碍秋毫。涛声浩浩天风落，聊当滹沱一战鏖。”并长跋“个簃大弟泼墨处，浑穆生动兼而有之，时手鲜有其人。缶亦当退避三舍。”对他作了高度的评价。
- 王个簃关心家乡，晚年常在书画作品中署名“海门王个簃”。
- 王个簃重视海峡两岸的关系。1988年江苏省举办“海峡两岸江苏书画家作品展览”，他抱病写下“统一祖国，振兴中华”的寄语。

## 作品
- 《个簃印谱》
- 《王个簃画集》
- 《个簃印存》
- 《需茶阁诗抄》
- 《个簃题画诗选》
- 《王个簃随想录》